# Бліжиці (Великопольське воєводство)
Бліжиці (пол. Bliżyce, нім. Blischütz) — село в Польщі, у Гміні Скоки Вонґровецького повіту Великопольського воєводства.
Населення — 111 осіб (2011).
У 1975-1998 роках село належало до Познанського воєводства.

## Демографія
Демографічна структура станом на 31 березня 2011 року:
|          | Загалом | Допрацездатний вік | Працездатний вік | Постпрацездатний вік |
| -------- | ------- | ------------------ | ---------------- | -------------------- |
| Чоловіки | 50      | 7                  | 39               | 4                    |
| Жінки    | 61      | 13                 | 38               | 10                   |
| Разом    | 111     | 20                 | 77               | 14                   |